# Estación de Val de Fontenay
La estación de Val de Fontenay es una estación ferroviaria francesa parcialmente subterránea situada en la comuna de Fontenay-sous-Bois, en el departamento de Val-de-Marne, al este de París. Pertenece a las líneas línea A y E de la Red Exprés Regional, más conocida como RER.

## Historia
Fue inaugurada el 9 de diciembre de 1977. Es una estación por lo tanto de reciente creación que nace por el fuerte desarrollo de la zona de Fontenay-sous-Bois.
En 1999, la estación fue integrada dentro de la línea línea E del RER.

## Descripción
Hay que distinguir dos estaciones diferentes: la de la línea A, subterránea que se compone de dos andenes laterales y de dos vías y la de la línea E, situada en superficie por encima de la primera y que usa dos andenes centrales al que acceden cuatro vías.

## Servicios ferroviarios
Debido a la gran afluencia de viajeros que recibe los trenes de cercanías de la línea A del RER circulan a razón de 12 trenes por hora, elevándose a 18 en hora punta. 
Por su parte los trenes de la línea E lo hacen a razón de entre 6 a 8 trenes en función de las necesidades del tráfico.